# 5877 Toshimaihara
Az 5877 Toshimaihara (ideiglenes jelöléssel 1990 FP) a Naprendszer kisbolygóövében található aszteroida. Eleanor F. Helin fedezte fel 1990. március 23-án.